# Pedro Eugenio Granjo Morcillo
Pedro Eugenio Granjo Morcillo (Castelló de la Plana, 27 de novembre de 1987) és un lluitador de Karate Kyokushin, Kick Boxing i Arts Marcials Mixtes (MMA).
Va començar la seua formació en les arts marcials als 7 anys amb la disciplina de Judo, per més tard afegir Taekwondo, disciplina que va aprendre de mà del seu oncle Eugenio Granjo. Va entrenar en diferents disciplines, com Jiujitsu, Muay Thai, Sanda i Karate Shotokan, per finalment centrar-se en Kyokushin i Kick Boxing, tant com entrenador com competidor.

## Carrera esportiva
Al llarg de la seua llarga trajectòria esportiva, Pedro Granjo ha aconseguit diversos títols en diferents disciplines, sent l'únic espanyol a aconseguir el campionat nacional en 3 modalitats de combat: Karate, Kick Boxing i MMA.
Entre els seus assoliments més recents, destaquen:

### Low Kick Championship
Després d'aconseguir tres victòries consecutives contra David Ronin., Anass Banan, i l'algerià Hadmed Anes Habadi, Pedro Eugenio Granjo es va posicionar com el número u del raking mundial de Low Kick Championship el 8 de febrer del 2025, a Meliana, València.

### Karate Kyokushin
Campió europeu de Kyokushin Karate, i diverses vegades campió d'Espanya de pes lleuger -70 kg.
Ha disputat diversos Open Nacional de Karate Kyokushinkai en diferents pesatges: -70, -75, -80 i Open. També va ser campió del Open Nintai kyokushin-kan en 2022.

### Kick boxing K-1 Rules
Campió Autonòmic per la FKMCV.
Campió nacional de Kick boxing sota les federacions WKA, FEKM i WAKO. Renovat el títol de campió nacional el 24 de maig del 2025 contra Carlos García "El Potro".
Primer espanyol en lluitar en la lliga professional de Kick boxing KWU Senshi, participant en la 8a edició contra Dragomir Petrov a Bulgària.

### MMA
Primer espanyol a guanyar el primer titulo Nacional oficial de MMA per la federació de lluites Olímpiques, disputant el cinturó professional de la promotora Mix Fight Events contra José Luis Zapater Aguirre "Titin".

### M-1 Global
Pedro Granjo va competir en la lliga russa M-1 GLOBAL, amb un palmarès de 3-2-0, arribant a lluitar contra el campió asiàtic Damir Ismagulov.

## Característiques personals i estil de combat
Amb una alçada d'1.70 metres, i un pes aproximat de 70 kg, Pedro Eugenio Granjo es distingeix pel seu estil de combat basat en Karate Kyokushin, el qual combina amb tècniques de Kick boxing i MMA.

## Entrenament
Actualment, Pedro Granjo entrena i imparteix formació de Kyokushin, Kick boxing i MMA en el club Temple Marcial Castelló, situat a Castelló de la Plana. També imparteix classes de Kyokushin en altres poblacions, com Almassora i La Pobla Tornesa.

## Delegació de Karate Kyokushin
Pedro Eugenio Granjo és delegat a Espanya de l'organització internacional de Karate Kyokushin, Kyokushin World KyokushinKaikan